# T'o-po
T'o-po fou kakhan dels turcs i kan dels turcs orientals. Era germà de Muhan al que va succeir el 572 o 573. El yabghu dels turcs occidentals. Istami, li va retre homenatge. En una data incerta entre el 575 i el 581 va rebre al missioner de Gandhara, Jnanogupta, expulsat de la Xina, que el va convertir al budisme. Va morir el 581 i el va succeir Amrak breument seguit de Cha-po-lo.